# Troféu Ramón de Carranza de 1992
O Troféu Ramón de Carranza de 1992 foi a trigésima oitava edição do torneio realizado anualmente pelo Cádiz na cidade de Cádis (Espanha). Nesta edição o São Paulo ficou com o troféu.

## Participantes
- Informado somente os títulos de 1992 conquistado antes de agosto, mês da disputa do torneio.

| Cádiz         | Anfitrião                                     |
| Real Madrid   | Vice campeão do Campeonato Espanhol 1991/1992 |
| São Paulo     | Campeão da Libertadores 1992                  |
| PSV Eindhoven | Campeão da Supercopa dos Países Baixos 1992   |

## Esquema
|  | Semifinais | Semifinais    | Semifinais |  |  | Final    | Final         | Final    |
|  |            |               |            |  |  |          |               |          |
|  |            | Real Madrid   | 3          |  |  |          |               |          |
|  |            | PSV Eindhoven | 2          |  |  |          |               |          |
|  |            |               |            |  |  |          | Real Madrid   | 0        |
|  |            |               |            |  |  |          | São Paulo     | 4        |
|  |            | Cádiz         | 0          |  |  |          |               |          |
|  |            | São Paulo     | 2          |  |  | 3º lugar | 3º lugar      | 3º lugar |
|  |            |               |            |  |  |          | PSV Eindhoven | 1 (1)    |
|  |            |               |            |  |  |          | Cádiz         | 1 (0)    |

## Jogos
Semifinais
| 27 de agosto | Real Madrid                           | 3 – 2 | PSV Eindhoven     | Estadio Ramón de Carranza |
|              | Michel 2' · Hierro 12' · Esnaider 60' |       | Romário 22' e 30' |                           |

| 27 de agosto | São Paulo              | 2 – 0 | Cádiz | Estadio Ramón de Carranza |
|              | Palhinha 35' · Raí 70' |       |       |                           |

Decisão do 3° lugar
| 28 de agosto | PSV Eindhoven | 1 – 1 | Cádiz     | Estadio Ramón de Carranza |
|              | Bwalya 44'    |       | Oliva 71' |                           |

|  |       | Penalidades |
|  | 1 – 0 |             |

Final
| 28 de agosto | Real Madrid | 0 – 4 | São Paulo                                 | Estadio Ramón de Carranza |
|              |             |       | Elivélton 7' · Raí 47' · Müller 49' e 58' |                           |

## Premiação
| Troféu Ramóm de Carranza 1992 |
| Brasil                        |
| ----------------------------- |
| SÃO PAULO Campeão (1º título) |